# Cắt dơi
Cắt dơi (danh pháp hai phần: Falco rufigularis) là một loài chim cắt trong họ Cắt (Falconidae). Loài này phân bố thường trú sinh sản ở vùng nhiệt đới Mexico, Trung và Nam Mỹ và Trinidad. Nó đã được biết từ lâu với danh pháp khoa học Falco albigularis; các tên gọi Falco fusco coerulescens hoặc Falco fuscocaerulescens, trong thời gian dài sử dụng để chỉ cắt Aplomado, nhưng hiện nay người ta tin rằng các tên gọi đó trên thực tế đã được dùng để chỉ loài này (AOU 1948).
Cắt dơi mái có chiều dài 30,5 cm, lớn hơn nhiều so với con đực dài 23 cm. Con trưởng thành có lưng, đầu và đuôi màu đen. Cổ họng, ngực và hai bên cổ màu trắng kem, phần ngực thấp hơn và bụng màu đen, trắng sọc dọc mịn, và đùi và dưới bụng màu da cam. Chim non là tương tự nhưng với một cổ họng màu da bò.
Loài chim săn mồi nhỏ và sẫm màu này sinh sống trong các khu đồng rừng thưa và các khoảng rừng trống. Cắt dơi đậu ở đầu các nhánh cây gãy trên cao, từ đó chúng thực hiện các cuộc tấn công trên không xuống con mồi. Chúng săn những con dơi, chim và côn trùng lớn như chuồn chuồn. Con trống nhỏ hơn ăn nhiều côn trùng hơn còn con mái thì săn nhiều chim và dơi hơn. Chúng bay thẳng và mạnh mẽ. Loài cắt này hoạt động một phần vào lúc chạng vạng, do dơi có trong chế độ ăn uống của nó. Nó đẻ 2-3 trứng màu nâu trong tổ không được lót trong một hốc cây.